# Irene Ferreira
Irene Esther Ferreira Izquierdo (Caracas, 22 marzo 1976) è una modella venezuelana, eletta Miss Mondo Venezuela 1994, titolo che le ha permesso di gareggiare a Miss Mondo 1994 in qualità di rappresentante del Venezuela, il 19 novembre 1994 a Sun City, in Sudafrica.
In occasione del concorso, la Ferreira ha vinto il titolo di Best National Costume, ed è stata eletta Regina Continentale delle Americhe.
Irene Ferreira si è inoltre classificata al terzo posto, mentre la vincitrice del concorso è risultata essere Aishwarya Rai, rappresentante dell'India.